# Erik Kock
Erik Kock, född 14 februari 1887 i Leksand, död 16 juli 1968 i Undersåkers församling i Jämtland, var en svensk målare, grafiker och lärare.
Han var son till byggnadsteknikern Per Kock och Anna Pellas. Han utbildade sig till hantverksmålare från 1904 till 1908 då han blev gesäll. Han fortsatte sina studier vid Tekniska skolans konstindustriella avdelning 1908 och studerade stafflimåleri för Carl Wilhelmson 1912 samt grafik för Axel Tallberg samma år. Han var verksam som lärare i dekorativ målning vid en yrkesskola 1913–1917 Han tilldelades ett stipendium från Kommerskollegium 1918 som resulterade i en studieresa till Danmark och studier i Tyskland, Frankrike och Italien. Från 1920 var han verksam som fri konstnär med huvudinriktningen landskapsmåleri och etsningar med varierade motiv. Han medverkade i ett flertal grupputställningar i Östersund, Sundsvall, Västerås, Örebro och Helsingborg. Han utförde ett stort antal större dekorativa målningar i skolor och andra offentliga lokaler. 